# Chřestýš rohatý
Chřestýš rohatý (Crotalus cerastes) je druh jedovatého hada z čeledi zmijovitých. Vyskytuje se na jihozápadě Spojených států amerických a v severozápadním Mexiku. Jeho pojmenování v angličtině zní sidewinder podle charakteristického vlnivého, do strany směřujícího pohybu (sidewinding). IUCN ho považuje za málo dotčený druh, přičemž nejsou známy žádné zásadní hrozby, jimž by had musel čelit.

## Popis, jed
Stejně jako všichni chřestýši je i tento druh vybaven chřestítkem na konci ocasu. To je tvořeno zrohovatělými články kůže, s nimiž v případě ohrožení chřestýš pohybuje a vytváří tak charakteristický zvuk. Varuje jím před uštknutím případného útočníka. Na délku měří obvykle 34 (hraniční délka pohlavně zralého samce) až 82 centimetrů, průměrně je to okolo 50 cm, přičemž samice bývají většinou poněkud větší než samci. Hmotnost se pohybuje mezi 94 a 304 gramy, průměrně 250 gramů. Jedové zuby měří 5 až 8 mm. Jed je středně silný (smrtná dávka LD50 se pohybuje okolo 2,6 mg/kg), jeho množství na chřestýše relativně malé (celková zásoba dosahuje cca 80 mg) a účinky na lidi nejsou příliš dobře zmapovány, neboť k uštknutím dochází vzácně. K úmrtí nicméně může dojít.
Své jméno si chřestýš rohatý zasluhuje díky vyvýšeným supraokulárním šupinám nad očima, které připomínají rohy. Barva šupin může být krémová, prachově šedá, jemně žluto-hnědá, hnědá či černá.
V rámci druhu bývají rozlišovány celkem tři poddruhy, a to C. c. cerastes, C. c. laterorepens a C. c. cercobombus.

## Rozšíření a stanoviště
Chřestýš rohatý se vyskytuje v několika státech USA, konkrétně jde o Kalifornii, Arizonu, Nevadu a Utah. Dále žije v severozápadním Mexiku. Jeho typickým habitatem jsou pouštní a polopouštní oblasti (Mohavská a Sonorská poušť).

## Ekologie a chování

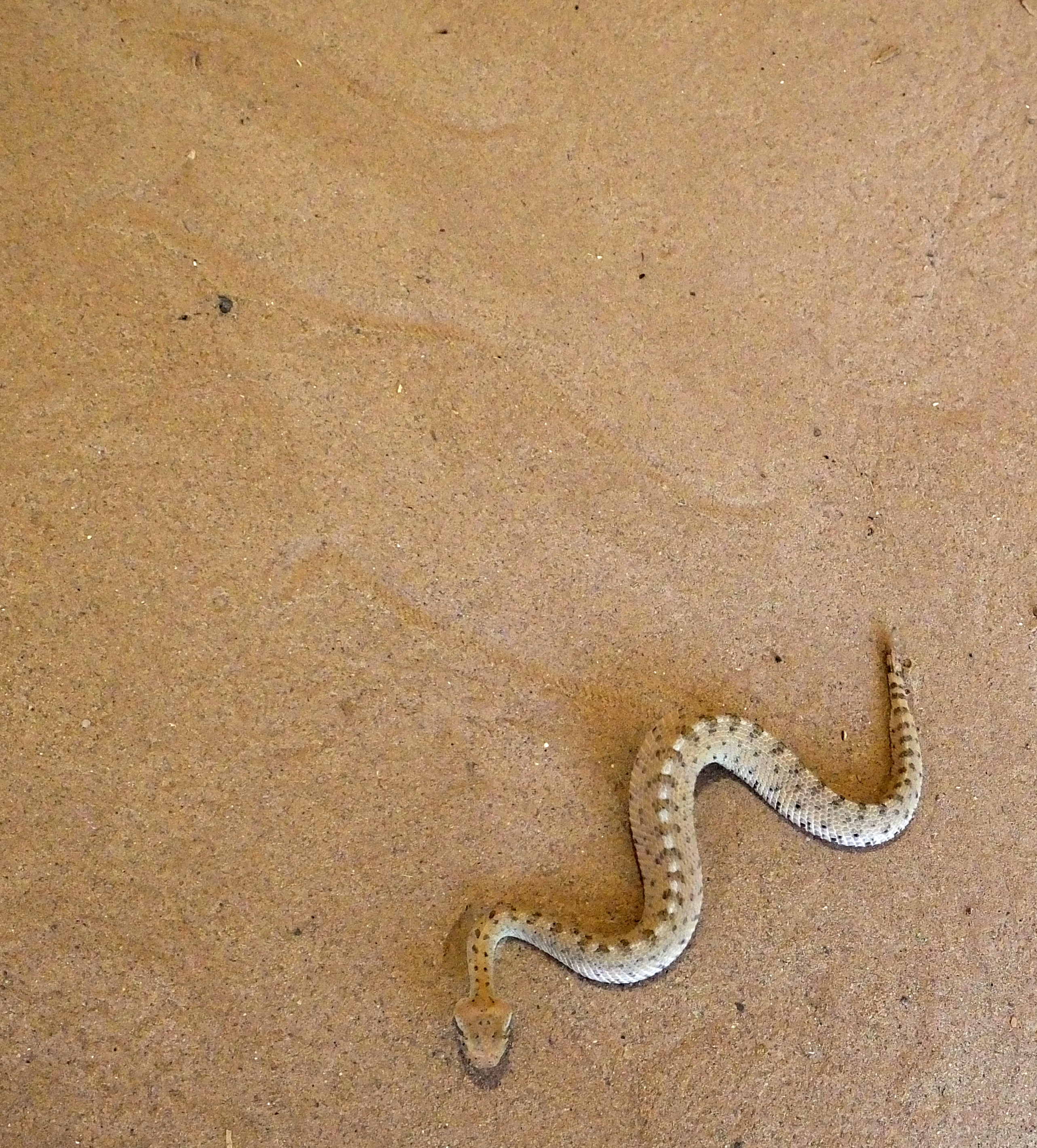
Mladý jedinec chřestýše při pohybu sidewinding

Tento had dokáže vyvinout velmi vysokou rychlost (až okolo 29 km/h), čímž se řadí na špičku mezi všemi hady. Využívá jedinečný způsob pohybu. Vlní se a při tom se dotýká povrchu jen na dvou místech. Pohyb směřuje šikmo stranou. Tento způsob přesunu využívá především na písečném povrchu. Podobný styl plazení používají i pouštní zmije Bitis caudalis a Bitis pringueyi.

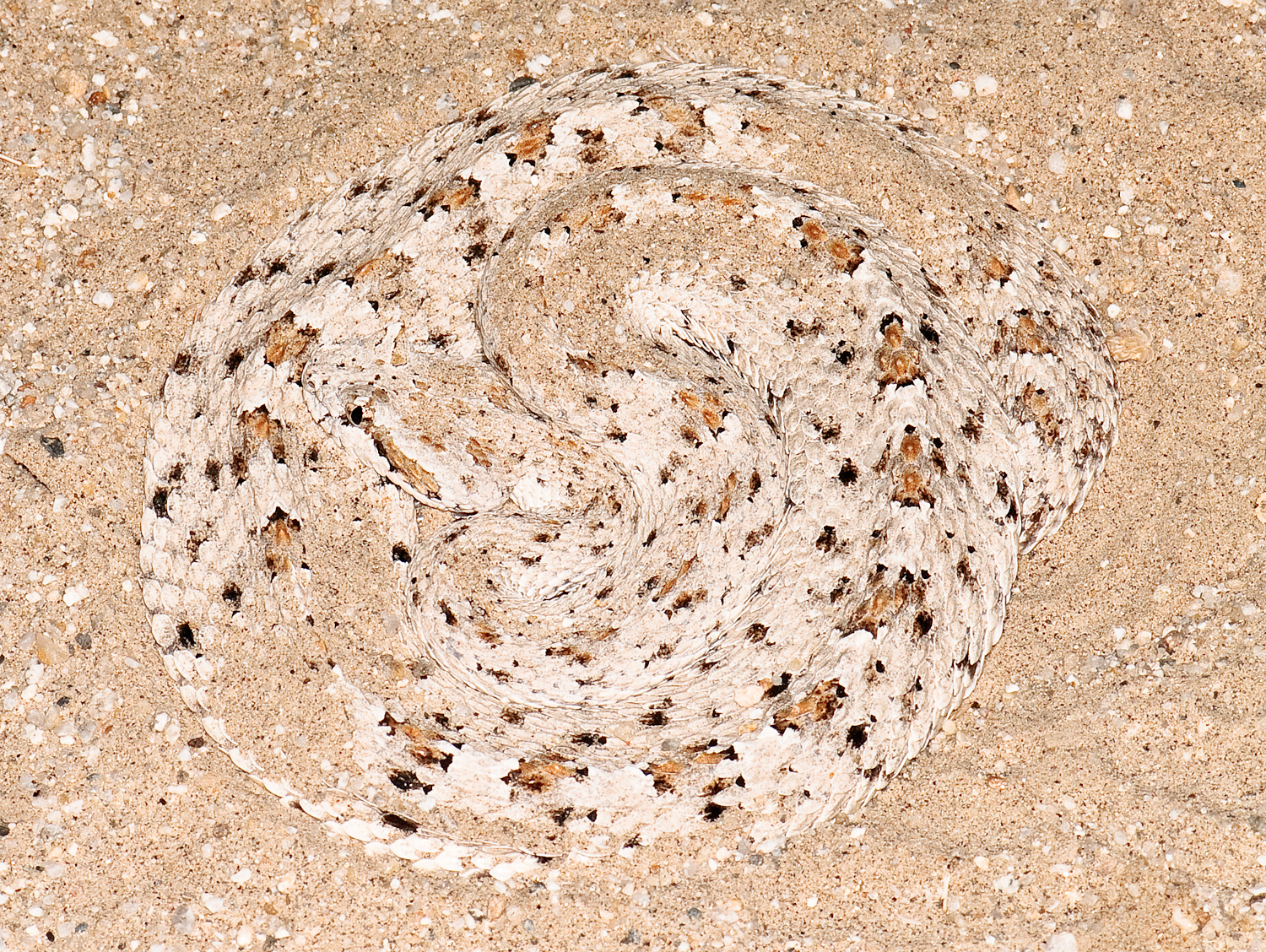
Částečně zahrabaný chřestýš rohatý při aplikaci metody „lež a čekej“

Vykazuje noční a soumračnou aktivitu během horkých měsíců a denní aktivitu během chladnějšího období (listopad až březen). Svou kořist přepadá ze zálohy, mnohdy celý zahrabaný v písku (metoda „lež a čekej“). Nejčastěji loví malé ještěry (cca 52 % kořisti), jako je leguán pruhoocasý (Callisaurus draconoides), bičochvost Aspidoscelis tigris, leguánek pestrý (Uta stansburiana) či leguánek písečný (Uma notata), dále drobné savce (cca 42 %), v menší míře pak malé ptáky (cca 3 %) a jiné hady (méně než 3 %), především užovky. Mladí jedinci využívají svého ocasu k nalákání různých druhů malých ještěrů, které konzumují nejčastěji. Vrtění ocasu napodobuje pohyb dospělých motýlů (rychlejší pohyb) a motýlích housenek (pomalejší pohyb). Dospělci dávají přednost hlodavcům (ač ještěry konzumují rovněž) a lákání ocasem nepoužívají. K detekci kořisti za šera a tmy využívají tepločivné jamky umístěné po stranách hlavy.

### Rozmnožování, dožití, predace
Jedná se o živorodý druh. Samci vyhledávají samice vhodné k páření a často při tom procestují značné vzdálenosti. V blízkosti samic se mnohdy sejde více samců najednou a může mezi nimi docházet k soubojům. K páření dochází obvykle na jaře. Březost trvá 4 až 5 měsíců. Samice rodí v průměru 10 a maximálně 18 (20) mláďat. K vrhu dochází většinou v letních či podzimních měsících a obvykle v noře po nějakém hlodavci či želvě. Malí hadi se rodí pokrytí membránami, jež krátce po porodu opouštějí. Jsou 15 až 20 cm dlouzí. V blízkosti matky zůstávají ještě asi 7 až 10 dní. Poté se poprvé svléknou a matku opouštějí. Pohlavní dospělost nastává po 2 až 3 letech. Ve volné přírodě se typicky dožívají 5 až 13 let, v zajetí to může být i více než 27.
Hlavními predátory tohoto hada jsou kojoti, draví ptáci (například káně rudochvostá) a korálovky (například korálovka pruhovaná kalifornská).

## Zajímavosti
Po tomto hadovi je pojmenována raketa vzduch-vzduch AIM-9 Sidewinder, která funguje na principu infračerveného navádění.